# ハーレム川の横断施設一覧
下記は、イースト川とハドソン川の間を流れているハーレム川の橋やその他の横断施設の一覧である。

## 横断施設
| 名称                               | 役割                                   | 位置                           | 座標                      |
| マンハッタン - ブロンクス          | マンハッタン - ブロンクス              | マンハッタン - ブロンクス      | マンハッタン - ブロンクス |
| ---------------------------------- | -------------------------------------- | ------------------------------ | ------------------------- |
| ワーズ・アイランド橋               | 歩行者用                               | マンハッタン島とワーズ島       |                           |
| トライボロー橋（ハーレム川昇開橋） |                                        | マンハッタン島とワーズ島       |                           |
| ウィルス・アベニュー橋             |                                        | マンハッタン島とブロンクス     |                           |
| 3番街橋                            |                                        | マンハッタン島とブロンクス     |                           |
| レキシントン・アベニュー・トンネル | レキシントン・アベニュー線 (4 5 6 <6>) | マンハッタン島とブロンクス     |                           |
| パーク・アベニュー橋               | メトロノース鉄道                       | マンハッタン島とブロンクス     |                           |
| マディソン・アベニュー橋           |                                        | マンハッタン島とブロンクス     |                           |
| 149丁目トンネル                    | ホワイト・プレインズ・ロード線 (2)     | マンハッタン島とブロンクス     |                           |
| 145丁目橋                          |                                        | マンハッタン島とブロンクス     |                           |
| マコンブス・ダム橋                 |                                        | マンハッタン島とブロンクス     |                           |
| パットナム橋 (1881-1960)           | 9番街線                                | マンハッタン島とブロンクス     |                           |
| コンコース・トンネル               | コンコース線 (B D)                     | マンハッタン島とブロンクス     |                           |
| ハイ・ブリッジ                     | 歩行者用、現在は閉鎖                   | マンハッタン島とブロンクス     |                           |
| アレクサンダー・ハミルトン橋       | 州間高速道路95号線 国道1号線           | マンハッタン島とブロンクス     |                           |
| ワシントン橋                       |                                        | マンハッタン島とブロンクス     |                           |
| ユニバーシティ・ハイツ橋           |                                        | マンハッタン島とブロンクス     |                           |
| ブロードウェイ橋                   | US 9 ブロードウェイ/7番街線 (1)        | マンハッタン島とマーブル・ヒル |                           |
| ヘンリー・ハドソン橋               | NY 9A ヘンリー・ハドソン・パークウェイ | マンハッタン島とブロンクス     |                           |
| スパイテン・ダイヴィル橋           | アムトラック エンパイア・コネクション  | マンハッタン島とブロンクス     |                           |

キングス橋は、マーブル・ヒルの旧河川を横切る2つの橋のうちの1つである。